# Samuel Moutoussamy
Samuel Moutoussamy (* 12. August 1996 in Paris) ist ein kongolesisch-französischer Fußballspieler, der bei Sivasspor in der Süper Lig spielt.

## Karriere

### Verein
Moutoussamy begann seine fußballerische Ausbildung 2003 bei der AS Meudon. Nach sieben Jahren wechselte er zum AC Boulogne-Billancourt in die Jugend, ehe er Ende 2011 kurz zum FC Montrouge wechselte. Anschließend wechselte er zu Olympique Lyon in die Jugendakademie. Ab Februar 2014 spielte er auch schon sechsmal für die zweite Mannschaft bis zum Saisonende. In der Saison 2014/15 spielte er dort bereits 17 Mal und konnte ein Tor in der National 2 erzielen. Im Frühjahr 2015 nahm er mit den A-Junioren an der Coupe Gambardella teil, in der man bis ins Finale kam, dies aber verlor. Auch 2015/16 war er Stammspieler bei der zweiten Mannschaft und kam auf 27 Einsätze und ein Tor.
Im Sommer 2016 wechselte Moutoussamy dann zum Ligakonkurrenten FC Nantes. Auch hier spielte er zunächst nur in der Zweitmannschaft, wo er dreimal in 30 Spielen traf. Am zweiten Spieltag der Saison 2017/18 debütierte er bei einer 0:1-Niederlage gegen Olympique Marseille nach Einwechslung in den ersten 15 Minuten in der Ligue 1 für die Profis. Er beendete die Spielzeit 2017/18 mit sieben Profispielen und zehn Fünftligaspielen, wobei er zweimal traf. Gegen Ende der Folgesaison 2018/19 traf Moutoussamy bei einem 2:1-Auswärtssieg gegen Olympique Marseille das erste Mal im Profibereich für die Kanarienvögel. Er konnte sich in jener Saison 2018/19 zum Stammspieler spielen und schoss in 28 Einsätzen zwei Tore. Infolgedessen verlängerte er seinen Vertrag im Juli 2019 bis Juni 2024. In der Saison 2019/20 verlor er seinen Stammplatz und kam nur noch zu 17 von 28 möglichen Einsätzen, wobei er nur dreimal in der Startelf stand. Nach einem weiteren Ligaeinsatz wurde er für den Rest der Saison 2020/21 an den niederländischen Erstligisten verliehen. Auch hier war er jedoch nicht gesetzt und kam nur 14 Mal in der Liga zum Einsatz. Nach seiner Rückkehr spielte er 2021/22 30 Mal in der Liga und konnte mit seinem Team den Pokal gewinnen, wobei Moutoussamy im Halbfinale einmal traf. In der anschließenden Saison 2022/23 zog er mit der Mannschaft erneut ins Pokalfinale ein, unterlag dort jedoch dem FC Toulouse.
Im August 2024 wechselte Moutoussamy zu Sivasspor.

### Nationalmannschaft
Moutoussamy debütierte am 10. Oktober 2019 in einem Freundschaftsspiel gegen Algerien nach Einwechslung für die A-Nationalmannschaft der Demokratischen Republik Kongo. Anschließend entwickelte er sich auch international zur festen Größe und spielte allein fünfmal in der WM-Qualifikation 2022. Auch in der Afrika-Cup-Qualifikation 2022 war er Stammspieler und trat fünfmal auf. Anfang 2024 nahm er mit der Mannschaft am Afrika-Cup teil und erreichte dort den vierten Platz.

## Erfolge
FC Nantes
- Französischer Pokalsieger: 2022